# Le Bonheur des autres (film, 1918)
Pour les articles homonymes, voir Le Bonheur des autres.
Pour plus de détails, voir Fiche technique et Distribution.
Le Bonheur des autres est un film muet français réalisé par Germaine Dulac, sorti en 1918.

## Fiche technique
- Titre original : Le Bonheur des autres
- Réalisation : Germaine Dulac
- Scénario : Germaine Dulac
- Photographie : Jacques Creusy
- Société de production : Productions D.H.
- Pays de production :  France
- Langue : film muet avec les intertitres en français
- Métrage :
- Format : Noir et blanc — 35 mm — 1,33:1 — Muet
- Genre :
- Durée :
- Dates de sortie : 
  - France : 1918

## Distribution
- Édouard Pinto
- Louis Bourny
- Ève Francis
- Vivian Vogg
- Ginette Darnys
- Marcelle Delville